# Liophis paucidens
Liophis paucidens este o specie de șerpi din genul Liophis, familia Colubridae, descrisă de Hoge 1953. Conform Catalogue of Life specia Liophis paucidens nu are subspecii cunoscute.